# Brad Pitt
Brad Pitt (numele de scenă al lui William Bradley Pitt; n. 18 decembrie 1963, Shawnee⁠(d), Oklahoma, SUA) este un actor, producător de film și activist social american. Este câștigător a numeroase premii între care două premii Oscar, două Globul de Aur, două BAFTA, un premiu Screen Actors Guild Award și un premiu Emmy. Este considerat unul din cei mai atrăgători bărbați fapt pentru care de-a lungul timpului s-a bucurat de o atenție substanțială din partea mass-media. A devenit celebru la mijlocul anilor 1990 după ce a interpretat rolurile principale din filmele Interviu cu un vampir (1994) și Seven, 12 Monkeys (ambele 1995). A câștigat premiul Oscar pentru cel mai bun actor în  rol secundar pentru rolul lui Cliff Booth din filmul A fost odată la... Hollywood.

## Biografie
Fiul lui Jane Ette (născută Hillhouse), consilier la liceu, și al lui William Alvin Pitt, patron al unei companii de camioane, Pitt s-a născut în Shawnee, Oklahoma. Alături de frații săi, Doug (născut în 1966) și Julie Neal (născută 1969), a crescut în Springfield, Missouri, unde familia sa s-a mutat imediat după nașterea lui. A fost crescut în stilul baptiștilor conservatori sudici.
Pitt a urmat Liceul Kickapoo, unde a fost membru al echipelor de golf, tenis și înot. A participat la cluburile de bază și criminalistică, la diverse polemici și la muzicaluri. După absolvirea liceului, Pitt a fost admis la Universitatea din Missouri, în 1982, licențiat în jurnalism, cu specializare în publicitate. Ca membru al fraternității Sigma Chi, a apărut în câteva show-uri ale fraternității. Cum se apropia terminarea facultății, Pitt a văzut cum prietenii săi se angajau, însă el nu se simțea pregătit să se așeze undeva la casa sa. I-au plăcut foarte mult filmele, despre care spunea că sunt un portal către diferite lumi și, din moment ce filmele nu se făceau în Missouri, a decis să meargă acolo unde sunt făcute. Cu două săptămâni înainte de a-și obține diploma, Pitt a părăsit universitatea și s-a mutat în Los Angeles pentru a lua lecții de actorie.

## Cariera
În timp ce se chinuia să se stabilească în Los Angeles, Pitt a luat lecții de actorie de la actorul Roy London. A avut diverse profesii ocazionale, fiind pentru o perioadă șofer și purtând costumul cocoșului "EL Pollo Loco" pentru a-și plăti lecțiile.
Cariera pe ecran a lui Pitt a început în 1987 cu roluri minore în filmele No Way Out, No Man's Land și Less Than Zero. Debutul său la televiziune a fost în noiembrie, același an, cu apariția specială în sitcomul Growing Pains, de pe ABC. A apărut în patru episoade din serialul Dallas, de pe CBS, între Decembrie 1987 și Februarie 1988, cu rolul lui Randy, iubitul lui Charlie Wade (interpretat de Shalane McCall). Pitt și-a descris caracterul ca fiind un iubit idiot care este prins în faptă. Discutând despre scenele sale cu McCall, Pitt a spus mai târziu că era cam sălbatic, pentru că eu nu aș fi întâlnit-o vreodată înainte. Mai târziu în 1988, Pitt a avut un rol surpriză în drama 21 Jump Street, de pe canalul Fox. 
În același an, co-producția Iugoslavia-US The Dark Side of the Sun, 1988, i-a dat lui Pitt primul său rol principal într-un film, interpretând un tânăr american dus de familia sa la Marea Adriatică, pentru a-i trata boala de piele. Totuși, filmul a fost pus deoparte datorită Războiului de Independență Croat și a fost lansat tocmai în 1997. Pitt a avut două roluri în 1989: primul, într-un rol din comedia Happy Together; al doilea, un rol în filmul horror Cutting Class, primul dintre filmele în care a jucat Pitt și care a fost jucat pe scena teatrelor. A mai avut roluril în serialele TV Head of the Class, Freddy's Nightmares, Thirthysomething și, pentru a doua oară, Growing Pains. 
Pitt a jucat rolul lui Billy Canton, un dependent de droguri care profită de o tânără fugară, jucată de Juliette Lewis, în 1990, în filmul TV de pe NBC, Too Young to Die?, povestea unui adolescent abuzat, condamnat la moarte pentru crimă. Ken Tucker, recenzor pentru Enterainment Weekly, a scris: Pitt este, în rolul iubitului ei, un gunoi magnific; arătând și sunând ca un pizmaș John Cougar Mellencamp, e chiar înfricoșător. În același an, Pitt a jucat în șase episoade în scurt-metrajul de pe canalul Fox, drama Glory Days și a luat în sprijinire rolul în filmul The Image, de pe HBO. Următoarea sa apariție a fost în 1991, în filmul Across the Tracks; Pitt l-a impresionat pe Joe MAloney, un director de liceu cu un frate criminal, interpretat de Ricky Schroder. După ani de roluri ajutătoare în filme și apariții surpriză în seriale TV, publicul de peste graniță l-a recunoscut pe Pitt cu rolul său în filmul din 1991, Thelma & Louise. El a avut rolul lui J.D., un hoț mărunt care o ocrotea pe Thelma (Geena Davis). Scena în care el făcea dragoste cu Davis a fost citat ca fiind momentul în care Brad Pitt a fost văzut ca un sex-simbol.
După Thelma & Louise, Pitt a apărut în rol principal în filmul din 1991 Johny Suede, un film cu buget redus despre un star rock ce aspiră la faimă, și în filmul din 1992, Cold World, deși niciunul dintre acestea nu i-au furnizat lui Pitt succes necesar carierei acestuia, datorită recenziilor negative primite la box office. 
Pitt a obținut rolul lui Paul Maclean, în filmul biografic din 1992, A River Runs Through It, regizat de Robert Redford. Portretizarea caracterului a fost descrisă ca fiind una făcătoare de carieră, în sensul de a-l ajuta în ascensiunea sa ca actor, demonstrând că Pitt poate fi mai mult decât un cow-boy urât de toți, deși el a recunoscut că a fost sub presiune atunci când a făcut filmul. Pitt a mai adăugat că a fost una dintre cele mai slabe performanțe ale sale și este ciudat că a fost singurul rol pentru care i-a fost acordată atâta atenție. Pitt a crezut că a avut de câștigat de pe urma colaborării cu o echipă atât de talentată, mergând până la a-l compara pe Redford tenis, spunând când joci cu cineva mai bun decât tine, stilul tău de a juca se îmbunătățește.
În 1993, Pitt s-a reunit cu Juliette Lewis, co-star din Too Young to Die?, pentru filmul Kalifornia. El a avut rolul lui Early Grace, un criminal în serie și iubitul personajului Lewisei, cu o performanță pe care Peter Travers, jurnalist la Rolling Stone, a descris-o ca fiind "extraordinară, tot șarmul băiețesc, pentru ca apoi acesta să devină amenințare pură". Pitt a atras de asemenea atenția printr-o scurtă apariție în True Romance, cu rolul unui pietrar pe nume Floyd, aducând mult căutatul umor pentru filmul de acțiune, echilibrând astfel acțiunea filmului. A atins topul în anul respectiv prin câștigarea premiului ShoWest Award for Male Star of Tomorrow.   
În 1995, a primit critici de succes pentru thrillerul Seven și SF-ul Twelve Monkeys, mai târziu aducându-i Globul de Aur pentru Best Supporting Actor și nominalizarea la Academy Award. În același an a jucat alături de Anthony Hopkins în " Legendele toamnei".
Patru ani mai târziu, în 1999, Pitt a jucat în filmul de succes Fight Club. În 1998 primește rolul lui Joe Black din filmul " Meet Joe Black", jucând din nou alături de Anthony Hopkins.

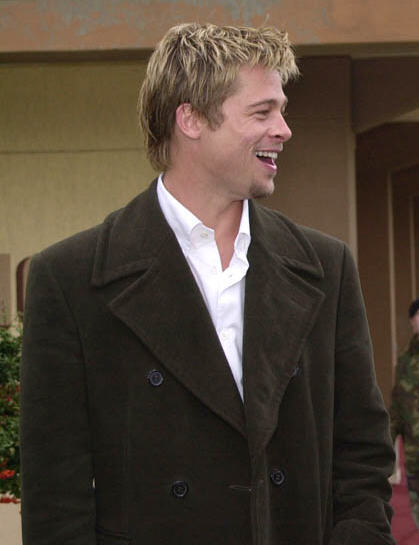
Brad Pitt în 2001

Brad Pitt a avut 2 roluri principale în 2004 începând cu Ahile din filmul Troy (Troia) și continuându-și succesul cu rolul Rusty Ryan în continuarea filmului Ocean's Twelve. El a petrecut 6 luni numai ca să se antreneze cu sabia, special pentru rolul din Troia. Cu un câștig de 497 de milioane de dolari în toată lumea, Troia rămâne cel mai mare succes comercial a lui Pitt. Filmul a reușit să câștige 133 milioane de dolari în Statele Unite și 364 milioane de dolari în restul lumii. Stephen Hunter a specificat că Pitt a reușit să se ridice la așteptări într-un rol așa de solicitant.
În 2005 Brad a început filmările pentru comedia Mr. & Mrs. Smith în care acțiunea principală se bazează pe o familie complet plictisitoare care era alcătuită din domnul Smith (Bradd Pit) și doamna Smith (Angelina Jolie). Amândoi descoperă în mod șocant că fiecare este un asasin plătit să îl omoare pe celălalt. Acest film a reușit să strângă 478 de milioane de dolari apropiindu-se de recordul deținut de rolul său din filmul Troia.
În 2006 Brad Pitt a fost repartizat în drama Babel. Filmul a fost lansat cu ocazia festivalului de film de la Cannes din 2006.
În 2007 el a fost repartizat în deja binecunoscutul rol Rusty Ryan în continuarea filmului Ocean's Thirteen însă nu a avut câștiguri "decât" de 311 milioane de dolari.Apoi el și-a continuat cariera cinematografică în The Assassination of Jesse James by the Coward Robert Ford adaptată după romanul lui Ron Hansen din 1983 cu același nume.
În 2008 el a avut rolul principal în filmul "The Curious Case of Benjamin Button".
Pitt deține o companie de producție numită Plan B Entertainment, care a produs filmul The Departed, în 2007, ce a câștigat premiul Academy Award pentru Best Picture și nominalizare pentru premiul BAFTA.

## Filmografie
- Thelma și Louise (1991)
- A River Runs Through It (1992)
- Kalifornia (1993)
- True Romance (1993)
- Interview with the Vampire (1994)
- Legends of the Fall (1994)
- Seven (1994)
- 12 Monkeys (1995)
- Sleepers (1996)
- Seven Years in Tibet (1997)
- Meet Joe Black (1998)
- Fight Club (1999)
- Snatch (2000)
- The Mexican (2001)
- Spy Game (2001)
- Ocean's Eleven (2001)
- Troy (2004)
- Ocean's Twelve (2004)
- Mr. & Mrs. Smith (2005)
- Babel (2006)
- The Assassination of Jesse James by the Coward Robert Ford (2007)
- Ocean's Thirteen (2007)
- Strania poveste a lui Benjamin Button  (2008)
- Inglorious Basterds (2009)
- Tree of Life (2011)
- Moneyball (2011)
- Ziua Z: Apocalipsa (2013)
- 12 ani de sclavie (2013)
- Fury (2014)
- Brokerii apocalipsei (2015)
- Orașul pierdut (2022)